# Christian Schlegel

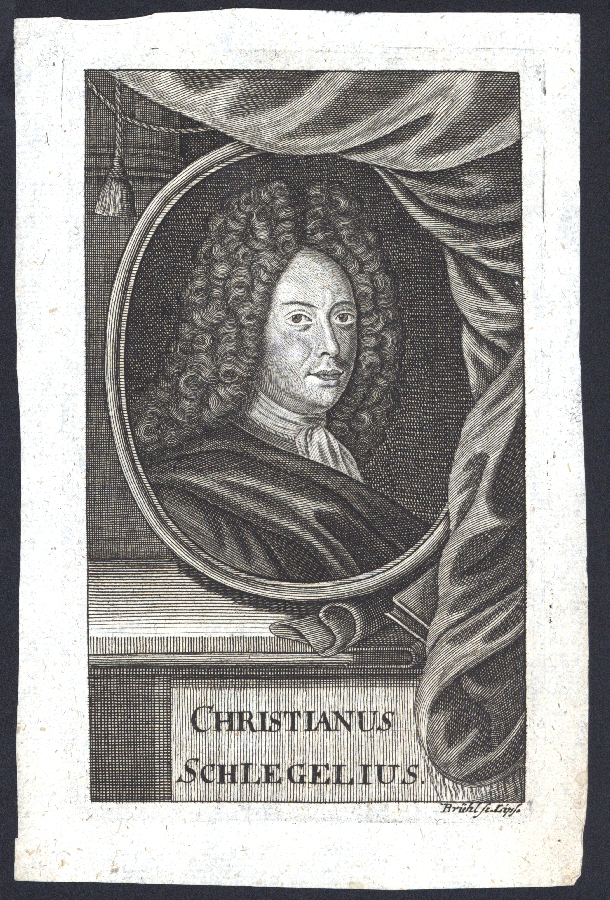
Christian Schlegel

Christian Schlegel (* 20. Januarjul. / 30. Januar 1667greg. in Saalfeld; † 17. Oktober 1722 in Gotha) war ein deutscher Historiograph, Numismatiker, Bibliothekar und Schriftsteller, der hauptsächlich in Thüringen wirkte.

## Leben
Der Sohn des lutherischen Theologen Johann Christian Schlegel (1635–1699) besuchte bis 1682 das Lyzeum zu Saalfeld/Saale, welches sich die Räumlichkeiten im ehemaligen Franziskanerkloster mit der örtlichen Münzstätte teilte. Anschließend erwarb er sich bis 1688 am Gymnasium Casimirianum Coburg die Hochschulreife. Von 1688 bis 1693 studierte Schlegel an der Theologischen Fakultät der Universität Jena. Dabei wurde ihm besondere Förderung durch den Geschichtsprofessor Caspar Sagittarius zuteil, in dessen Haus er auch Tisch und Bett genoss. Schlegels Magisterpromotion hatte die Biographie des Reformators Georg Spalatin zum Thema.
Als Kandidat der Theologie, Privatgelehrter und Hauslehrer in der Familie des kursächsischen Rats, Lehns- und Gerichtssekretärs Magnus Lichtwer (1636–1710) wirkte er von 1694 bis 1700 in Dresden. Hier verfasste er Lebensbeschreibungen der Dresdner Superintendenten seit der Reformation und numismatische Schriften. Er ordnete die Münzsammlung des kurfürstlichen Oberhofmarschalls Friedrich Adolph von Haugwitz, welche später den Grundstock des herzoglichen Münzkabinetts zu Weimar bildete. Bereits in Dresden pflegte er Umgang und korrespondierte mit seinen Freunden Christian Juncker und Wilhelm Ernst Tentzel, zu deren numismatischen Schriften Schlegel beitrug. Zudem erwarb er als Kunstagent Brakteaten für Fürst Anton Günther II. von Schwarzburg-Sondershausen zu Arnstadt. Im Februar 1700 erhielt Schlegel die Bestallung als Bibliothekar und Betreuer des Münz- und Medaillenkabinetts bei diesem begeisterten Sammler.
Am Hof in Arnstadt betreute er bis 1712 eine der größten numismatischen Sammlungen seiner Zeit. Neben Forschungs- und Erschließungsarbeiten im Münz- und Medaillenkabinett verfasste Schlegel Schriften über die mittelalterliche Münzgeschichte mitteldeutscher Städte. Der Bibliothekar und Büchersammler korrespondierte mit bekannten Forschern, Autoren, Verlegern, Sammlern und Bibliothekaren. So sind unter anderen Kaufverhandlungen mit Maria Sibylla Merian überliefert. Er pflegte in Arnstadt freundschaftlichen Umgang mit den ortsansässigen Gelehrten Johann Christoph Olearius und Johann Gottfried Gregorii. Er lebte dort als Zeitgenosse von Johann Sebastian Bach, der genauso wie Schlegel ein ehemaliger Schüler des einstigen Saalfelder und späteren Eisenacher Rektors Christian Zeidler (1643–1707) war.
Bald im Anschluss an den Verkauf der kostbaren Arnstädter Münz- und Medaillensammlung folgte ihr Schlegel am 26. November 1712 an den herzoglichen Hof in Gotha nach. Im Dienst des Herzogs Friedrich II. von Sachsen-Gotha und Altenburg konnte er als Bibliothekar und Betreuer des Münzkabinetts auf Schloss Friedenstein seine Arbeiten als einer der führenden Numismatiker des 18. Jahrhunderts bis zu seinem Tod am 17. Oktober 1722 fortsetzen. Die freundschaftliche Zusammenarbeit mit zahlreichen Gelehrten, zum Beispiel mit Ernst Salomon Cyprian und Johann Georg Leuckfeld, machte ihn zum wertgeschätzten Fachexperten und Beiträger von bedeutsamen numismatischen Schriften.

## Werk
Schlegel verfasste die mitunter ersten münzkundlichen Schriften über Münzstätten in Arnstadt, Saalfeld, Coburg, Jena, Gotha, Bad Hersfeld, Eisenach, Merseburg, Mühlhausen, Nordhausen und Weissensee. Als Biograf hinterließ er zahlreiche Lebensbeschreibungen wichtiger Theologen der Reformationszeit, von denen die Schriften über Georg Spalatin und Caspar Aquila lange Zeit als Standardwerke galten. Neben einer Münzbibel verfasste Schlegel auch eine Abhandlung über die Reformationsgeschichte von Coburg.

## Familie
In Arnstadt vermählte sich Schlegel am 19. Mai 1705 in erster Ehe mit der fürstlichen Kammerjungfer Dorothea Sophia Westermann (1675–1706), die im Folgejahr nach einer Fehlgeburt verstarb.
Aus seiner am 25. April 1713 mit der herzoglichen Kammerjungfer Anna Margaretha Kern geschlossenen Ehe ging seine Tochter Magdalena Augusta Schlegel (geb. 1716) hervor.

## Ehrungen
Am 30. November 1712 wurde er als auswärtiges Mitglied in die Königlich Preußische Sozietät der Wissenschaften aufgenommen. Herzog Friedrich II. ernannte ihn am 8. Mai 1715 per Dekret zum Historiographen des herzoglichen Hauses Sachsen-Gotha und Altenburg, worin er seinem verstorbenen Freund Christian Juncker nachfolgte.